# Окулиці (Малопольське воєводство)
Окулиці (пол. Okulice) — село в Польщі, у гміні Жезава Бохенського повіту Малопольського воєводства.
Населення — 274 особи (2011).

## Демографія
Демографічна структура станом на 31 березня 2011 року:
|          | Загалом | Допрацездатний вік | Працездатний вік | Постпрацездатний вік |
| -------- | ------- | ------------------ | ---------------- | -------------------- |
| Чоловіки | 130     | 29                 | 85               | 16                   |
| Жінки    | 144     | 25                 | 85               | 34                   |
| Разом    | 274     | 54                 | 170              | 50                   |